# Stosunek do służby wojskowej
Stosunek do służby wojskowej (także: stosunek do powszechnego obowiązku obrony RP (Rzeczypospolitej Polskiej)) – wyrażenie prawne określające odniesienie obywatela polskiego podlegającego poborowi do czynnej służby wojskowej.
Termin uregulowany stosunek do służby wojskowej oznacza zwykle, że obywatel polski służył w wojsku, odbył obowiązkowe przeszkolenie wojskowe bądź przeszkolenie wojskowe studentów i Wojsko Polskie (jako instytucja) dalej nie rości sobie w stosunku do niego praw wynikających z obowiązku stawienia się do poboru lub na przeszkolenie.
Uregulowany stosunek do służby wojskowej może być jednym z warunków przyjęcia kandydata do pracy, zwłaszcza do tzw. służb mundurowych np. w policji lub straży granicznej.
Obywatel w zależności od stosunku do powszechnego obowiązku obrony RP może m.in.:
1. (z określonego powodu) nie podlegać obowiązkowej służbie wojskowej
2. podlegać kwalifikacji wojskowej
3. być przeniesionym do rezerwy po odbyciu zasadniczej służby wojskowej
4. być przeniesionym do rezerwy bez odbycia zasadniczej służby wojskowej.

## Rzeczywisty stosunek społeczeństwa polskiego do służby wojskowej
Wykładnia art. 189 ust. 1 (według numeracji z 1992 r.) uchylonej Ustawy o powszechnym obowiązku obrony Rzeczypospolitej Polskiej z dnia 21 listopada 1967 r. (Dz.U. z 1967 r. nr 44, poz. 220) służbę wojskową traktuje jako zaszczytny obowiązek patriotyczny obywateli Rzeczypospolitej Polskiej (art. 92 ust. 2 Konstytucji RP). Chodzi o sprawę obrony ojczyzny, która jest obowiązkiem wszystkich obywateli (art. 1 powyższej ustawy). Art. 4 ust. 1 ustawy z dnia 11 marca 2022 r. o obronie Ojczyzny (Dz.U. z 2022 r. poz. 655) określa pełnienie służby wojskowej jako podstawowy sposób spełniania obowiązku obrony Ojczyzny.
Ustawa [z dnia 9 stycznia 2009 r.] o zmianie ustawy o powszechnym obowiązku obrony Rzeczypospolitej Polskiej oraz o zmianie niektórych innych ustaw (Dz.U. z 2009 r. nr 22, poz. 120) na mocy art. 18 przeniosła z urzędu do rezerwy (nieprzeszkolonej, czyli do tzw. → rezerwy nieefektywnej) wszystkich mężczyzn kończących 19. rok życia (art. 32 ust. 1 Dz.U. z 1967 r. nr 44, poz. 220) oraz wszystkich mężczyzn, którzy podlegali poborowi przed 9 stycznia 2009 roku, po ukończeniu 18. roku życia (art. 32 ust. 1 (Dz.U. z 2021 r. poz. 372)).
Art. 18 został następnie uchylony (ustawą z dnia 27 sierpnia 2009 w art. 12 Dz.U. z 2009 r. nr 161, poz. 1278).
Poglądy na temat powszechnego obowiązku obrony są w polskim społeczeństwie podzielone.
Choć obywatele Polski dobrze oceniają wojsko, większość Polaków (51%, według badań CBOS – dane ze stycznia 2007) sądzi jednak, że armia powinna być zawodowa. Za obowiązkowym poborem opowiada się 11%, 26% jest zdania, że armia w większości powinna być zawodowa, jednak należy zachować także powszechny obowiązkowy pobór. Jednocześnie większość badanych jest zdania, że należy zachować jakieś formy powszechnego przeszkolenia wojskowego, w trakcie lub po zakończeniu edukacji